# マッキ M.18

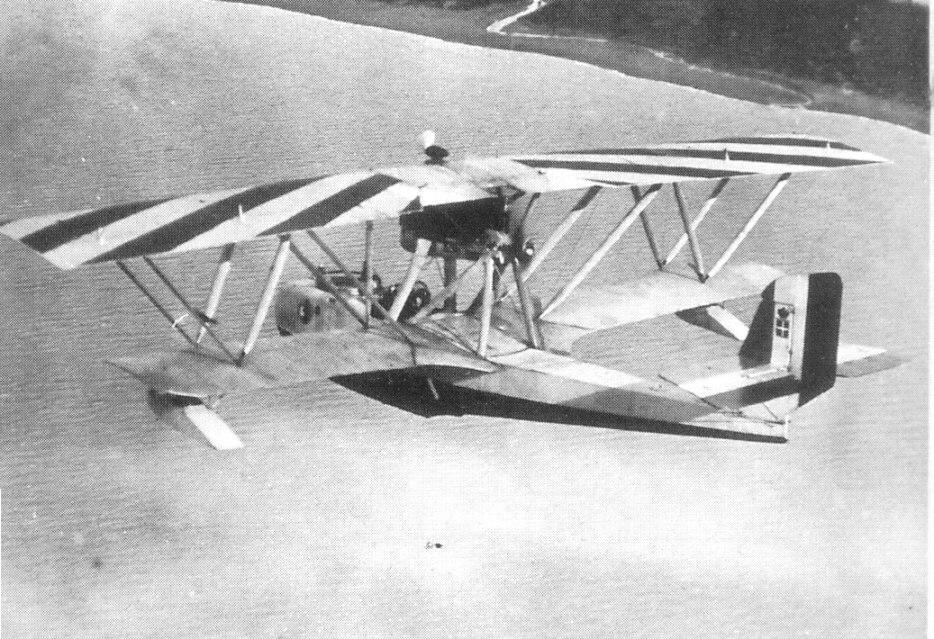
マッキ M.18

マッキ M.18（Macchi M.18）は1920年代のイタリアの飛行艇である。最初は旅客用として計画されたが、爆撃機として生産が開始された。
第一次世界大戦中に生産されたマッキ M.9の特徴を継承した機体で、ワーレン・トラス構造の翼間支柱を用い、翼の間に推進式のエンジンを配置した。操縦士席と観測士席は隣り合って設けられた開放式のコクピットで、銃士席が別に設けられた。
水上機母艦で運用するために翼が折りたためる機種M.18ARが作られ、イタリア海軍の水上機母艦「ジュゼッペ・ミラーリア」とスペイン海軍の「デダロ」にも搭載された。「デダロ」は、モロッコの反政府勢力に対する作戦に参加した。スペイン海軍の購入した12機のうち6機はスペイン内戦の開始時に、パルマ・デ・マヨルカのナショナリスト軍に対する攻撃や、偵察、警戒に用いられた。ポルトガルも1923年に8機を購入した。
民間用に3機種が製造された。1種目のM.18 Economico ("Commercial")は軍用型と同じであったが、M.18 Lusso ("Luxury")は閉鎖式のキャビンが設けられた。M.18 Estivo ("Summertime")は再び開放式のコクピットとなった。合計70機ほどの民間用機が製造され、スイスの Ad Astra Aeroなどの観光飛行会社や、S.I.S.A. (Società Italiana Servizi Aerei)での、飛行士の飛行訓練やアドリア海の定期航空に用いられた。
いる。

## スペック
- 乗員：3名
- 全長：9.75 m
- 全幅：15.80 m
- 全高：3.25 m
- 翼面積：45.0 m2
- 空虚重量：1,275 kg
- 運用時重量：1,785 kg
- 最大離陸重量：-- kg
- 動力：イソッタ・フラスキーニ アッソ200（イタリア語版） × 1
- 出力：250 HP

性能（目安）
- 最大速度：187 km/h
- 航続距離: 1,000 km
- 最大運用高度：5,500 m

武装
- 固定武装： ヴィッカース 7.7 mm 機関銃 × 1